# Dead Moon
Dead Moon was een Amerikaanse garagerockband uit Portland, Oregon. De band bestond uit het echtpaar Cole en drummer Loomis. Ze werden gezien als veteranen van de rockscene van Portland. Hun muziek werd gekenmerkt door donkere thema's.

## Geschiedenis
Dead Moon heeft uitgebreid in Europa en vooral Nederland opgetreden. In de Verenigde Staten zijn ze nooit zo doorgebroken als in Europa. Dead Moon heeft verschillende bands geïnspireerd en wordt geregeld gecoverd door Pearl Jam.
In 2004 maakten Kate Fix en Jason Summers een documentaire over de band onder de titel Unknown Passage: The Dead Moon Story. Deze documentaire werd in filmhuizen vertoond in de Verenigde Staten en Nieuw-Zeeland. De documentaire werd ook vertoond op het Melbourne International Film Fest. 
Na het afronden van de tournee “Echoes of the Past” in december 2006 stopte de band. Het laatste optreden was op 26 november in Vera in Groningen. Fred en Toody richtten hierna de band “Pierced Arrows” op, met Kelly Halliburton op drums.
In 2014 kwam de band weer bij elkaar en trad voor het laatst op tijdens Dauwpop 2015 in Hellendoorn
Na het overlijden van drummer Andrew Loomis aan de gevolgen van kanker in 2016 hield Dead Moon definitief op te bestaan.  Fred en Toody keerden begin 2017 als “Fred & Toody” nog een keer een tournee door Europa. Fred en Toody Cole speelde voor de laatste keer in Nederland op 14 februari 2017 met “Fred & Toody” in de Merleyn in Nijmegen. 
Fred Cole overleed op 9 november 2017 op 69-jarige leeftijd aan de gevolgen van kanker.
Dead Moon wordt door velen gezien als een cultband. Hun logo wordt veelvuldig door fans gebruik. De stad Portland heeft in 2017 besloten om Dead Moon te eren en 5 oktober officieel te benoemen tot 'Dead Moon Night'. Dit gebeurde met een ceremonie op het gemeentehuis van Portland.
Fred en Toody Cole hadden een speciale band met Vera in Groningen. Geen artiest heeft zo vaak in deze club opgetreden als Fred en Toody.

## Discografie

### Studioalbums
- In the Graveyard (1988)
- Unknown Passage (1989)
- Defiance (1990)
- Stranded in the Mystery Zone (1991)
- Strange Pray Tell (1992)
- Crack in the System (1994)
- Nervous Sooner Changes (1995)
- Destination X (1999)
- Trash & Burn (2001)
- Dead Ahead (2004)

### Compilatiealbums
- Dead Moon Night (1990)
- Thirteen Off My Hook (1990)
- Echoes of the Past (2006)

### Livealbums
- Live Evil (1991)
- Hard Wired in Ljubljana (1997)
- Alive In The Unknown (2002)
- Live at The Casbah 10/21/2004 (2004)
- Dead Moon, Live at Satyricon (2015)

### Singles
- "Parchment Farm" (1988)
- "Don't Burn the Fires" (1988)
- "Black September" (1989)
- "D.O.A." (1990)
- "Over the Edge" (1991)
- "Fire in the Western World" (1992)
- "Day After Day" (1992)
- "Clouds of Dawn" (1992)
- "Dirty Noise" (1993)
- "Ricochet" (1994)
- "Sabotage" (2002)